# Estadio Yaquis
El Estadio Yaquis es un estadio de béisbol localizado en Ciudad Obregón, Sonora, México casa de los Yaquis de Ciudad Obregón de la Liga Mexicana del Pacífico. Cuenta con capacidad para 16,500 personas, declarándose inaugurado el 12 de octubre de 2016 por la gobernadora de Sonora, Claudia Pavlovich Arellano. Dicho encuentro inaugural se llevó a cabo en contra de Naranjeros de Hermosillo, con pizarra final de 3-2 a favor de Hermosillo. 
El recinto está avalado por la MLB y es uno de los complejos más modernos de América Latina.

## Eventos
Fue sede de la Copa Mundial de Béisbol Sub-23 de 2021 torneo avalado por la Confederación Mundial de Béisbol y Sóftbol, recibiendo al Grupo A del 23 al 27 de septiembre de 2021 contando con la participación de equipos representantes de México, China Taipéi, República Dominicana, Cuba, República Checa y Alemania, siendo este el primer mundial que se realiza en la localidad. 
Albergó el retorno del Juego de estrellas de la Liga Mexicana del Pacífico en 2017; también ha sido casa de ligas regionales de béisbol.
En 2022 se llevó a cabo el primer concierto por parte de la Banda MS.

## Diseño y construcción
El proyecto y el diseño fueron realizados por Gómez Vázquez International (GVI), empresa liderada por el arquitecto José Manuel Gómez Vázquez Aldana, en tanto que la construcción corrió a cargo de Dynfra, Infraestructura Inteligente.

## Controversias
En octubre de 2023 el alcalde de Cajeme, Javier Lamarque Cano acusó al club Yaquis de una deuda por mantenimiento de hasta 70 millones de pesos poniendo en riesgo la continuidad del Club Yaquis en el estadio.